# Fancunhe
Fancunhe (kinesiska: 樊村河, 樊村河乡) är en socken i Kina. Den ligger i provinsen Shanxi, i den norra delen av landet, omkring 230 kilometer söder om provinshuvudstaden Taiyuan. Antalet invånare är 1 153. Befolkningen består av 528 kvinnor och 625 män. Barn under 15 år utgör 5,0 %, vuxna 15-64 år 80 %, och äldre över 65 år 13,0 %.
Genomsnittlig årsnederbörd är 709 millimeter. Den regnigaste månaden är juli, med i genomsnitt 221 mm nederbörd, och den torraste är december, med 3 mm nederbörd.